# بچه‌های ایران
بچه‌های ایران که با نام د بویز نیز شناخته می‌شود. نام یک گروه موسیقی ایرانی پاپ ساکن لس‌آنجلس آمریکا بود. این گروه توسط کوجی زادوری زادوری در سال ۱۹۹۵ تأسیس شد.

## اعضا
- روژه
- کيا آرین
- مایک

## ترانه‌شناسی

### زبان فارسی
| نام ترانه       | ترانه‌سرا                       | آهنگساز            | تنظیم              | سال انتشار |
| --------------- | ------------------------------ | ------------------ | ------------------ | ---------- |
| زبان فارسی      | ریموند و کوجی                  | ریموند شاه نظریان  | فرهاد مرفه (Brian) | ۱۳۷۴       |
| نازنین          | هما میرافشار                   | حسن شماعی زاده     | مهداد              | ۱۳۷۴       |
| مهتاب شبونه     | سیروس                          | کاوه حقیقی         | کاوه حقیقی         | ۱۳۷۴       |
| let's all chant | Michael Zager Rap Lyrics: Mike | Michael Zager      | فرهاد مرفه (Brian) | ۱۳۷۴       |
| سایه            | پاکسیما زکی‌پور                 | فرهاد مرفه (Brian) | فرهاد مرفه (Brian) | ۱۳۷۴       |
| voices          | شاهک                           | شاهک               | شاهک               | ۱۳۷۴       |
| قمار            | سیروس                          | کاوه حقیقی         | کاوه حقیقی         | ۱۳۷۴       |
| سایه (ریمیکس)   | پاکسیما زکی‌پور                 | فرهاد مرفه (Brian) | فرهاد مرفه (Brian) | ۱۳۷۴       |

### فیلم‌های فارسی
| نام ترانه              | ترانه‌سرا                                        | آهنگساز                         | تنظیم             | سال انتشار |
| ---------------------- | ----------------------------------------------- | ------------------------------- | ----------------- | ---------- |
| فیلم‌های فارسی          | مسعود فردمنش                                    | مسعود فردمنش                    | منوچهر چشم آذر    | ۱۳۷۶       |
| گنج قارون              | جعفر پورهاشمی                                   | جعفر پورهاشمی                   | شوبرت آواکیان     | ۱۳۷۶       |
| زنم میشی               | مسعود فردمنش                                    | مسعود فردمنش                    | آرا هایراپتیان    | ۱۳۷۶       |
| عروس قشنگه             | انیسه                                           | انیسه                           | شوبرت آواکیان     | ۱۳۷۶       |
| عید اومده              | مسعود امینی                                     | محمد مقدم                       | محمد مقدم         | ۱۳۷۶       |
| دخترهای لس‌آنجلسی       | ژاکلین                                          | ژاکلین                          | شوبرت آواکیان     | ۱۳۷۶       |
| میکس مدلی (زبان فارسی) | هما میرافشار پاکسیما زکی پور ریموند کوجی زادوری | حسن شماعی زاده برایان وی ریموند | مهداد و برایان وی | ۱۳۷۶       |
| سرود ای ایران          | گل گلاب                                         |                                 | آرمن آهارونیان    | ۱۳۷۶       |
| لزگی                   |                                                 |                                 | آرا هایراپتیان    | ۱۳۷۶       |

### از عشق مردن
| نام ترانه       | ترانه‌سرا    | آهنگساز           | تنظیم          | سال انتشار |
| --------------- | ----------- | ----------------- | -------------- | ---------- |
| از عشق مردن     | کوجی زادوری | ریموند شاه نظریان | برایان وی      | ۱۳۷۹       |
| دختر احمدآباد   | انیسه       | آرا هایراپتیان    | آرا هایراپتیان | ۱۳۷۹       |
| من هم گریه کردم | کوجی زادوری | ریموند شاه نظریان | محمد مقدم      | ۱۳۷۹       |
| مژده            | بازسازی     | بازسازی           | برایان وی      | ۱۳۷۹       |
| ایران پرستی     | کوجی زادوری | محمد ستاری        | محمد ستاری     | ۱۳۷۹       |
| دیوونه          | کوجی زادوری | ریموند شاه نظریان | محمد مقدم      | ۱۳۷۹       |
| پدر من          | کوجی زادوری | کوجی زادوری       | آرا هایراپتیان | ۱۳۷۹       |
| سرباز گمنام     | کوجی زادوری | کوجی زادوری       | آرمن آهارونیان | ۱۳۷۹       |
| حرف آخر         | کوجی زادوری | آرا هایراپتیان    | آرا هایراپتیان | ۱۳۷۹       |

### یادش بخیر
| نام ترانه            | ترانه‌سرا            | آهنگساز             | تنظیم               | سال انتشار |
| -------------------- | ------------------- | ------------------- | ------------------- | ---------- |
| مسافران ایران        | کوجی زادوری         | محمد ستاری          | محمد ستاری          | ۱۳۸۰       |
| آبادان               | انیسه               | انیسه               | آرا هایراپتیان      | ۱۳۸۰       |
| منو کشتی             | کوجی زادوری         | حسن شماعی زاده      | منوچهر چشم آذر      | ۱۳۸۰       |
| یادش بخیر            | پرویز غیاثیان       | پرویز غیاثیان       | منوچهر چشم آذر      | ۱۳۸۰       |
| داریم میریم به ایران | کوجی زادوری و فائزه | کوجی زادوری         | منوچهر چشم آذر      | ۱۳۸۰       |
| بانوی شهر آواز       | بازسازی ترانه قدیمی | بازسازی ترانه قدیمی | بازسازی ترانه قدیمی | ۱۳۸۰       |
| ستاره (ریمیکس)       | کوجی زادوری         | ریموند              | آرا سیمونیان        | ۱۳۸۰       |
| Mr.prouducer         | روژه و کیا          | برایان وی           | برایان وی           | ۱۳۸۰       |
| Night to remember    | روژه                | روژه                | آرا سیمونیان        | ۱۳۸۰       |
| Gold Mix             |                     |                     |                     | ۱۳۸۰       |

### معجزه
| نام ترانه          | ترانه‌سرا              | آهنگساز                              | تنظیم            | سال انتشار |
| ------------------ | --------------------- | ------------------------------------ | ---------------- | ---------- |
| چه خوش میگذره امشب | پاکسیما زکی‌پور        | منوچهر چشم آذر                       | منوچهر چشم‌آذر    | ۱۳۸۳       |
| چه آسون            | پاکسیما زکی‌پور        | کیا برایان وی کوجی                   | برایان وی        | ۱۳۸۳       |
| جیگ من             | پاکسیما زکی‌پور و روژه | پرویز مقصدی ، روژه ، برایان وی و کیا | برایان وی و روژه | ۱۳۸۳       |
| خاطره شد           | پاکسیما زکی‌پور        | رافائل رومن برایان وی                | برایان وی        | ۱۳۸۳       |
| جای تو خالی        | پاکسیما زکی‌پور        | روژه                                 | شهرام آذر        | ۱۳۸۳       |
| محتاج              | پاکسیما زکی‌پور        | بوسون برایان وی                      | برایان وی        | ۱۳۸۳       |
| بیقرار             | پاکسیما زکی‌پور        | شهرام آذر محمد روهنده                | شهرام آذر        | ۱۳۸۳       |
| معجزه              | پاکسیما زکی‌پور        | پاکسیما زکی‌پور                       | برایان وی        | ۱۳۸۳       |